# Graubnerpark

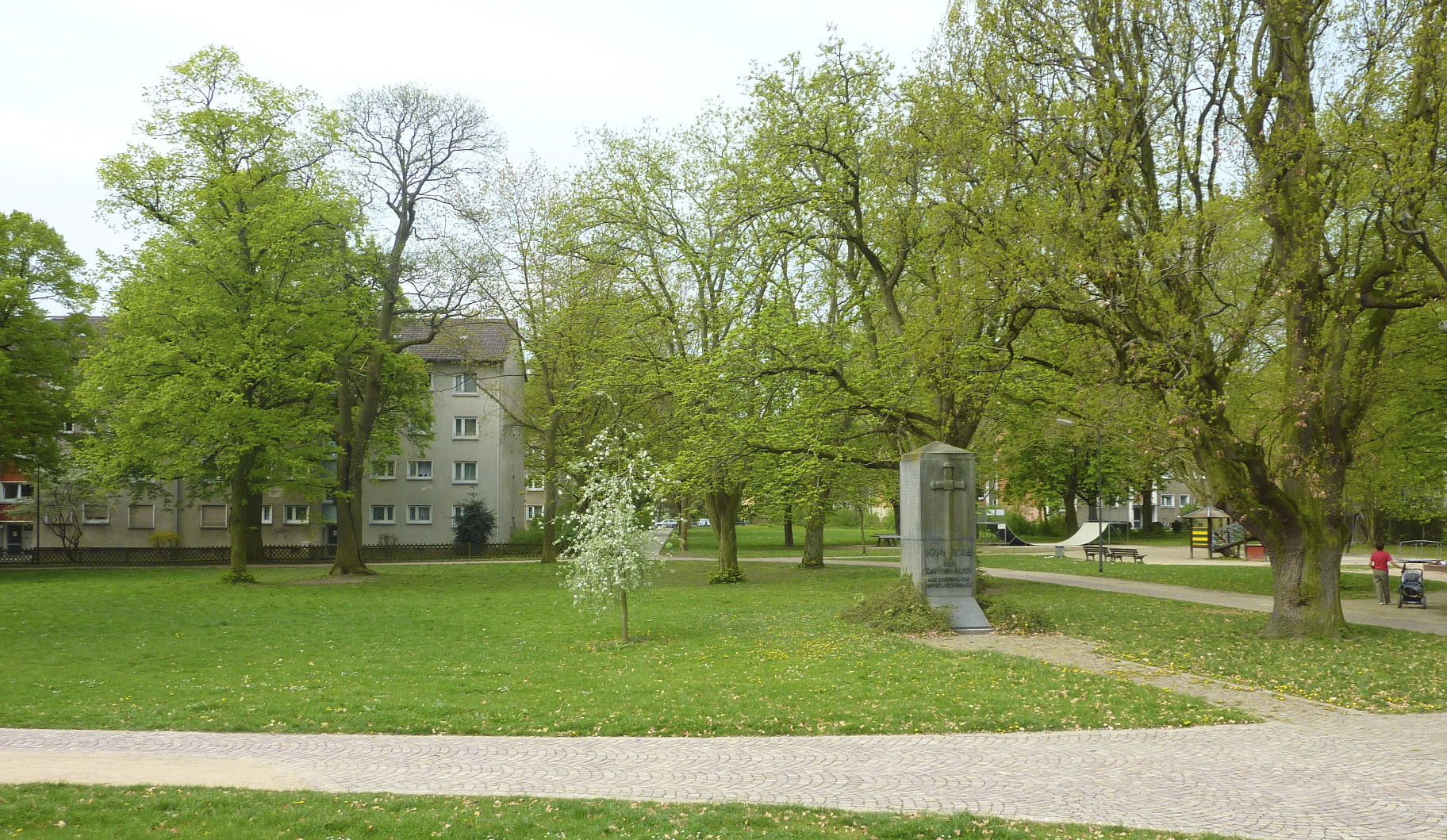
Panorama-Ansicht der Nordhälfte des Parks; in der rechten Bildhälfte das Ehrenmal. Ansicht von Norden

Der Graubnerpark ist eine Grünanlage in Frankfurt am Main, gelegen im alten Ortskern des westlichen Stadtteils Unterliederbach. Der zu Anfang des 19. Jahrhunderts eingerichtete Park sowie die darin gelegene Graubner’sche Villa aus dem 18. Jahrhundert stehen unter Denkmalschutz nach dem hessischen Denkmalschutzgesetz.

## Gestaltung
Das etwa 0,89 Hektar große Areal wird dominiert von alten Laubbäumen, ein Großteil davon Stieleichen (Quercus robur). Weitere im Graubnerpark vorkommende Baumarten sind Ulmen (Ulmus), Edelkastanie (Castanea sativa), Eschen (Fraxinus) und Flügelnüsse (Pterocarya). Die großen Rasenflächen werden von Fußwegen umschlossen, die mit Kopfsteinpflaster befestigt sind. Am nordwestlichen Ende des Parks befindet sich ein Spielplatz mit Half-Pipe. In der Mitte des Parks steht ein Ehrenmal aus dem Jahre 1932 für die Gefallenen des Ersten Weltkriegs. Es wurde später um eine Gedenktafel für die Opfer des Zweiten Weltkriegs ergänzt. Am nördlichen Ausgang des Parks an der Liederbacher Straße befindet sich die Graubner’sche Villa. Sie steht wenige Meter südlich vom Ufer des Liederbachs entfernt, einem rechten Zufluss des Mains.

## Geschichte

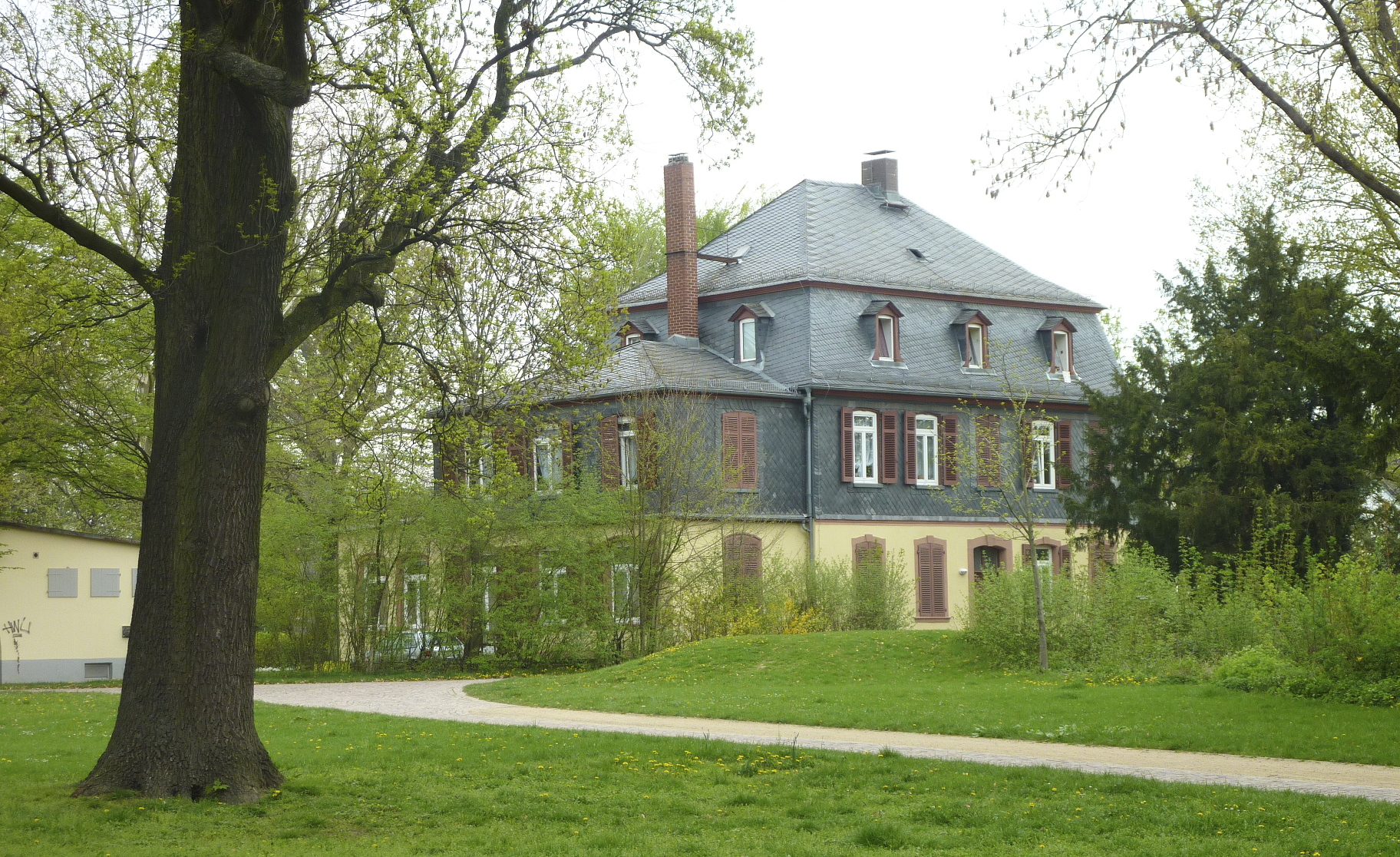
Die Graubner’sche Villa im Park, Ansicht von Südosten

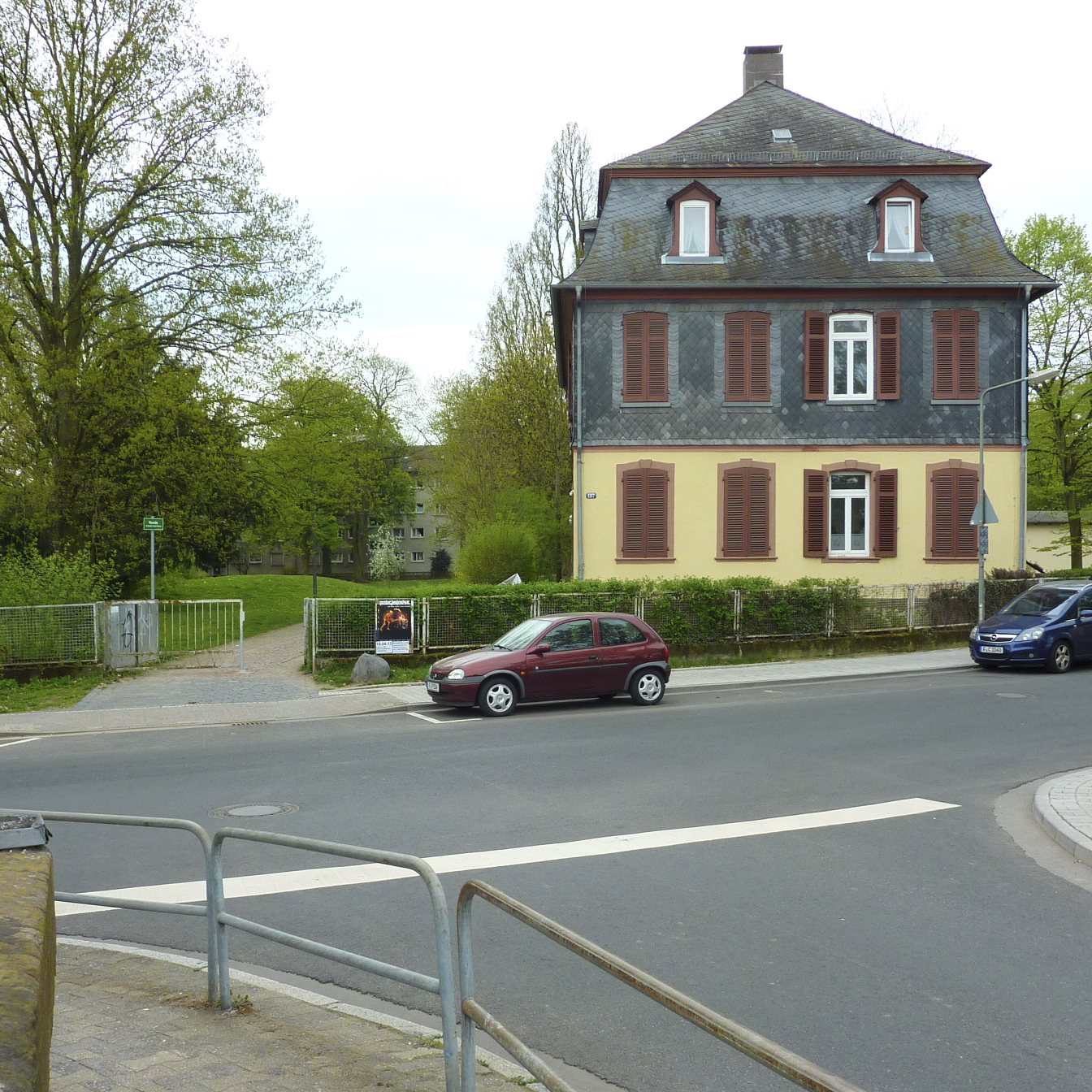
Der nördliche Eingang des Parks an der Liederbacher Straße mit Graubner’scher Villa von Norden

Die erste urkundliche Erwähnung des Geländes ist aus dem Jahr 1537 überliefert – als Teil der insgesamt 112 Hektar umfassenden Ländereien eines Cronberger Guts mit drei Gutshöfen.
Von 1755 bis 1756 ließ ein Kommerzienrat Stembler das bis in die Gegenwart erhalten gebliebene Herrenhaus im Stil des Barock errichten. Nachdem das Haus im frühen 19. Jahrhundert im Besitz eines Carl Münch gewesen war, wurde es 1818 (nach anderen Quellen im Jahr 1817) dem Herzoglich-Nassauischen Regierungspräsidenten Carl Friedrich Emil von Ibell (1780–1834) von Wilhelm I., Herzog von Nassau, als Geschenk übereignet. In dieser Zeit erfolgte die Umgestaltung des Grundstücks, dem damaligen Zeitgeschmack entsprechend im Stil eines Landschaftsparks, sowie eine Erweiterung des Wohnhauses und der landwirtschaftlichen Gebäude.
Im Jahr 1888 kam die Liegenschaft in den Besitz des Lederfabrikanten Wilhelm Karl Graubner, der es bis etwa 1912 mit seiner Familie bewohnte. Nach ihm trägt das Haus bis in die Gegenwart den Namen Graubner’sche Villa. Im Ersten Weltkrieg beherbergte die Villa ein Lazarett.
Als Unterliederbach im Jahr 1917 nach Höchst eingemeindet wurde, erwarb die damalige Stadt Höchst am Main den Park und widmete ihn zu einer öffentlichen Grünanlage um. Nach dem Krieg war das Haus an mehrere Familien vermietet. Seit der Eingemeindung Höchsts nach Frankfurt im Jahr 1928 gehört der Graubnerpark zum Frankfurter Stadtgebiet. In den 1950er-Jahren wurde das Parkgrundstück nach Südwesten erweitert, und darauf wurden ein gärtnerischer Betriebshof und ein Kinderspielplatz eingerichtet. Das Gebäude des ehemaligen Betriebshofs, das westlich unmittelbar an die Graubner’sche Villa angrenzt, ist gegenwärtig Sitz des Vereinsringes Unterliederbach.